# Fosun International
Fosun International — китайский финансово-промышленный конгломерат с интересами в страховании, управлении активами, сталелитейной и горнодобывающей отраслях, ювелирном деле, индустрии развлечений и туристическом бизнесе. В списке крупнейших публичных компаний мира Forbes Global 2000 за 2019 год занял 416-е место, в том числе 624-е по выручке, 423-е по чистой прибыли, 340-е по активам и 981-е по рыночной капитализации; из китайских компаний в этом списке занял 56-е место. Компания была основана в 1992 году в Шанхае, с 2004 года зарегистрирована в Гонконге, с 2007 года её акции котируются на Гонконгской фондовой бирже.

## История
Компания была основана в 1992 году Го Гуанчаном и тремя другими сотрудниками Фуданьского университета; компания называлась Guangxin Technology Development Company и предоставляла консультационные услуги иностранцам, которые хотели вести бизнес в Китае. Эта деятельность предоставляла ограниченные возможности для роста, и вскоре компания расширила сферу деятельности на торговлю недвижимостью. В 1994 году было основано фармацевтическое подразделение Fosun Pharmacy, в первый же год разработавшее реагент для выявления вируса гепатита B. Компания Гуанчана была преобразована в Fosun Group. В 1998 году Fosun Pharmacy провела размещение своих акций на Шанхайской фондовой бирже, и в последующие 10 лет инвестировала в свыше 30 китайских компаний в сфере здравоохранения, включая сети аптек, производителей медицинского оборудования и биофармацевтические компании (большинство из них являлись проходившими приватизацию госпредприятиями); наиболее крупным приобретением была 30-процентная доля в Sino-Pharm Group с сетью из 1700 аптек.
Следующим этапом развития группы стала покупка 20-процентной доли в Yuyuan Tourism Mart, владевшей сетью универмагов, ювелирных магазинов, туристическим комплексом в Шанхае и долей в китайской золотодобывающей компании Zhaojin Mining. За этим последовали покупки долей в сталелитейных компаниях Nanjing Iron & Steel Group (60 %) и Tianjin Dragon Steel Industrial Company (25 %) и горнодобывающей компании Hainan Mining (54 %); к 2007 году сталелитейные и горнодобывающие активы давали 70 % выручки Fosun Group (остальное приносили недвижимость и фармацевтика). Но с началом мирового финансового кризиса эти отрасли начали приносить убытки, и, подражая Berkshire Hathaway, Го Гуанчан решил искать источник инвестиционного капитала в страховании; в последующие годы были куплены доли в шести страховых компаниях в Европе, Карибском регионе, Гонконге и материковом Китае; наибольшим приобретением стала крупнейшая страховая компания Португалии Caixa Seguros. Другими приобретениями были греческая ювелирная компания Folli Follie, Cirque du Soleil, французская туристическая компания Club Med, американская киностудия Studio 8, французская компания по пошиву одежды IRO, английский футбольный клуб Вулверхэмптон Уондерерс.
В 2015 году Fosun стал стратегическим инвестором британской компании Thomas Cook Group, и к 2019 году, после нескольких вливаний капитала, стал её крупнейшим акционером; после банкротства этого старейшего в мире туроператора его туристический бизнес был влит в туристическое подразделение Fosun Tourism, а авиакомпания передана кредиторам. В июле 2017 года Fosun Group приобрела московский офисный комплекс «Воздвиженка-центр» (известен как «Военторг») на улице Воздвиженка рядом с Кремлем.

## Собственники и руководство
Основатель компании Го Гуанчан является председателем совета директоров и крупнейшим акционером, ему через Fosun Holdings Ltd. принадлежит 70,8 % акций Fosun International Limited. Ван Цюньбинь, также участвовавший в основании компании, занимает пост главного исполнительного директора.

## Деятельность
На китайский рынок приходится 53,6 % выручки, на Португалию — 14,8 %, на другие страны — 31,6 %. Основные подразделения (данные на 2018 год):
- Health Ecosystem — деятельность фармацевтической компании Fosun Pharma и её дочерних структур, а также медицинское страхование через компанию Fosun United Health Insurance; оборот 29,1 млрд юаней;
- Happiness Ecosystem — основными компаниями являются Yuyuan и Fosun Tourism Group, основные направления деятельности включают туристический бизнес, пошив одежды, торговые центры, ювелирное дело и футбольный клуб Вулверхэмптон Уондерерс; оборот 44,2 млрд юаней;
- Wealth Ecosystem — страхование и финансы, включает Fosun Insurance Portugal (занимающую треть страхового рынка Португалии), Fosun Insurance Technology Group (страхование в сфере информационных технологий) и другие компании; оборот 23,7 млрд юаней в сфере страхования, 2,5 млрд юаней в сфере финансовых услуг и 10,7 млрд юаней в сфере инвестиций.

|                     | 2006  | 2007  | 2008  | 2009  | 2010  | 2011  | 2012  | 2013  | 2014  | 2015  | 2016  | 2017  | 2018  |
| ------------------- | ----- | ----- | ----- | ----- | ----- | ----- | ----- | ----- | ----- | ----- | ----- | ----- | ----- |
| Оборот              | 24,20 | 31,98 | 40,25 | 34,86 | 44,64 | 56,82 | 51,76 | 51,02 | 61,74 | 78,80 | 73,97 | 88,03 | 109,4 |
| Чистая прибыль      | 1,744 | 5,508 | 2,718 | 6,818 | 6,147 | 5,065 | 4,944 | 7,853 | 9,586 | 10,95 | 12,69 | 16,80 | 17,01 |
| Активы              | 43,74 | 66,96 | 69,77 | 88,16 | 118,4 | 137,5 | 162,2 | 183,1 | 324,8 | 407,4 | 486,8 | 533,8 | 638,9 |
| Собственный капитал | 11,14 | 29,97 | 30,04 | 36,37 | 45,00 | 48,49 | 57,22 | 61,30 | 75,68 | 99,55 | 122,9 | 136,4 | 160,4 |

## Структура группы
Fosun International включает доли в большом количестве компаний в разных отраслях. Основные компании и размер доли в их капитале:
- Fosun Pharmaceutical — фармацевтическая компания, основана в 1994 году (37,55 %)
- Gland Pharma Limited — индийская фармацевтическая компания (27,8 %)
- Fosun United Health Insurance — основана в 2017 году в Гуанчжоу, медицинское страхование (20 %)
- Shanghai Star Healthcare Co., Ltd. — основана в 2014 году, медицинское страхование и обслуживание (100 %)
- Starcastle Senior Living — основана в 2012 году, дома престарелых с медицинским обслуживанием
- Luz Saúde — поглощённая в 2018 году португальская сеть частных клиник (99,36 %)
- Silver Cross — купленный в 2015 году британский производитель детских колясок и других товаров для новорожденных, основан в 1877 году (87,23 %)
- Sanyuan Foods — купленная в 2015 году доля в китайском производителе молочной продукции (20,45 %, второй крупнейший акционер)
- Juewei Food — китайский производитель маринованных закусок, включающий сеть закусочных в КНР и других странах Азии (5,81 %)
- St Hubert — французский производитель маргарина и других заменителей молочных продуктов на растительной основе; основан в 1904 году, в 2018 году куплен Fosun в партнёрстве с Sanyuan Foods, вместе им принадлежит 98,12 % акций
- Babytree — родовспоможение и уход за новорожденными в Китае (21,75 %)
- Alma Lasers Ltd. — израильский производитель медицинского оборудования (19,8 %)

- Fosun Tourism Group (FTG) — один из крупнейших в мире туристических операторов, включающий курортный комплекс Atlantis Sanya (провинция Хайнань) и ещё несколько комплексов в КНР на стадии строительства, в 2019 году в него были влиты активы Thomas Cook Group; в 2018 году акции FTG были размещены на Гонконгской фондовой бирже
- Club Med SAS оператор сети отелей (70,7 %)
- Fosun Fashion Group — группа компаний в сфере высокой моды, включающая:
  - Lanvin — французский дом мод, основанный в 1889 году (65,6 %, доля куплена в 2018 году)
  - Wolford — австрийский производитель одежды, основан в 1950 году (50,87 %, доля куплена в 2018 году)
  - Tom Tailor — германский производитель одежды, основан в 1962 году (28,89 %, доля куплена в 2014 году)
  - St. John — американский производитель одежды
  - Caruso — итальянский производитель мужской одежды
- Shanghai Yuyuan Tourist Mart Co. — компания в сфере торговли и развлечений; контрольный пакет куплен в 2002 году, на конец 2018 года доля составляла 68,58 %; включает сети ювелирных магазинов Laomiao и Yayi (около 2000 магазинов); в феврале 2019 года была куплена 80-процентная доля в бельгийском International Gemological Institute[англ.] (организация сертификации драгкамней); кроме этого компания включает ряд активов в разных отраслях:
  - Cirque du Soleil — канадская компания по организации представлений, с 2018 года включает американского производителя видеопродукции VStar Entertainment Group[англ.] (25,59 %)
  - Fosun Pictures — китайская кинокомпания
  - studio 8 — американская кинокомпания (80 %)
  - Tsingtao Brewery — старейшая пивоварня в Китае, основанная в 1903 году (18 % в партнёрстве с Asahi Group Holdings)
  - Ahava[англ.] — израильский производитель косметики, куплен в 2016 году (100 %)
  - Baihe Jiayuan — китайский сайт знакомств (69,18 %)
  - Folli Follie[англ.] — греческий производитель ювелирных изделий, часов и других украшений (16,37 %)

- Fosun Insurance Portugal — португальская страховая группа, состоящая из компаний Fidelidade, Multicare и Fidelidade Assistência, доля в которых составляет от 80 до 85 %; группа представлена в 7 странах Европы, Африки и Азии, с начала 2019 года ей принадлежит контрольный пакет акций крупнейшей страховой компании Перу La Positiva Seguros y Reaseguros S.A.
- AmeriTrust Group, Inc. — американская страховая компания, образована в 2017 году на основе купленной в 2015 году Meadowbrook Insurance Group (100 %)
- Peak Reinsurance — перестраховочная компания, основанная группой в 2012 году в Гонконге (86,9 %, остальные у Prudential Financial)
- Pramerica Fosun Life Insurance — основанная в 2012 году китайская страховая компания, совместное предприятие с Prudential Financial (по 50 %)
- Yong’an P&C Insurance — небольшая китайская страховая компания
- Fosun Hani Securities — гонконгская инвестиционная компания с активами HK$ 2,5 млрд (100 %)
- Hauck & Aufhäuser Privatbankiers AG (H&A) — купленный в 2016 году германский частный банк; был основан в 1796 году, штаб-квартира во Франкфурте; в 2017 году к нему была присоединена люксембургская компания по управлению активами Oppenheim; активы под управлением H&A составляют 123 млрд евро, собственные активы 5,2 млрд евро (99,91 %)
- Banco Comercial Português — крупнейший португальский банк, основан в 1985 году, также работает в Польше, Швейцарии, Мозамбике, Анголе и Макао; доля 27,25 % была куплена в 2016 году
- Mybank — китайский банк, ориентированный на малый бизнес; Fosun выступила его соучредителем в 2015 году с долей 25 %
- Guide Investimentos S.A. Corretora de Valores — бразильская компания по управлению активами и брокерским услугам; в ноябре 2018 года была куплена доля 69,14 %
- Cainiao — китайская компания в сфере логистики, официальный партнёр Alibaba Group; Fosun выступила его соучредителем в 2013 году
- Fosun Capital — основанная в 2007 году инвестиционная компания; на конец 2018 года активы под её управлением составляли 14,2 млрд юаней (100 %)
- IDERA — японская инвестиционная компания, купленная в 2014 году (98 %)
- Paris Realty Fund SA — французская инвестиционная компания
- Resolution Property Investment Management LLP — европейская инвестиционная компания
- Fosun Eurasia Capital Limited Liability Company — российская инвестиционная компания
- Rio Bravo — бразильская компания по управлению активами

- ROC — австралийская нефтегазовая компания с интересами в КНР, Австралии и странах Юго-Восточной Азии (100 %)
- Hainan Mining — добыча железной руды в провинции Хайнань; контрольный пакет (51,57 %) был куплен в 2007 году
- Nanjing Nangang — основным активом является интегрированная сталелитейная компания Nanjing Iron and Steel Company (добыча железной руды и выплавка стали), а также доли в китайских компаниях Besino Environment и Jiangsu Tiangong Technology Co. и германской компании Koller (60 %)
- Hangzhou-Taizhou Highspeed Railway — высокоскоростная железная дорога протяжённостью 269 км; строительство было начато в 2017 году и планируется завершить в 2021 году (51 %)
- Shanghai Forte Land Co. — инвестиции в недвижимость (100 %)
- 28 Liberty (бывший One Chase Manhattan Plaza) — 60-этажный небоскрёб в Нью-Йорке (28 Liberty Street, New York, NY 10005); куплен в 2013 году (100 %)
- The Bund Finance Center — офисный комплекс в Шанхае
- Shanghai Cloudjet Information Technology Co. — основанная в 2015 году компания в сфере информационных технологий
- Sinopharm Industrial Investment Co. — китайская сеть аптек (18,4 %)